# Guadalajara Open 2023
Il Guadalajara Open 2023, conosciuto anche come Guadalajara Open Akron presented by Santander per motivi di sponsorizzazione, è un torneo di tennis femminile giocato sui campi in cemento all'aperto. È la 2ª edizione del torneo, facente parte del WTA 1000 nell'ambito del WTA Tour 2023. Il torneo si è giocato al Panamerican Tennis Center di Guadalajara in Messico dal 17 al 23 settembre 2023.

## Partecipanti singolare

### Teste di serie
| Nazionalità | Giocatrice             | Ranking* | Testa di serie |
| ----------- | ---------------------- | -------- | -------------- |
| Tunisia     | Ons Jabeur             | 7        | 1              |
| Grecia      | Maria Sakkarī          | 9        | 2              |
| Francia     | Caroline Garcia        | 10       | 3              |
| Stati Uniti | Madison Keys           | 11       | 4              |
| Svizzera    | Belinda Bencic         | 15       | 5              |
| Lettonia    | Jeļena Ostapenko       | 16       | 6              |
|             | Veronika Kudermetova   | 18       | 7              |
|             | Ekaterina Aleksandrova | 19       | 8              |
| Brasile     | Beatriz Haddad Maia    | 20       | 9              |
|             | Viktoryja Azaranka     | 23       | 10             |
|             | Anastasija Potapova    | 27       | 11             |
| Ucraina     | Anhelina Kalinina      | 28       | 12             |
| Belgio      | Elise Mertens          | 29       | 13             |
| Egitto      | Mayar Sherif           | 32       | 14             |
| Italia      | Jasmine Paolini        | 33       | 15             |
| Rep. Ceca   | Karolína Plíšková      | 34       | 16             |

* Ranking all'11 settembre 2023.

### Altre partecipanti
Le seguenti giocatrici hanno ricevuto una wildcard per il tabellone principale:
- Eugenie Bouchard
- Lya Isabel Fernández Olivares
- Ajla Tomljanović

Le seguenti giocatrici sono entrate nel tabellone principale passando dalle qualificazioni:

- Ann Li
- Maria Mateas
- Grace Min
- Asia Muhammad
- Ana Sofía Sánchez
- Demi Schuurs
- Ena Shibahara
- Carol Zhao

Le seguenti giocatrici sono entrate in tabellone come lucky loser:
- Elvina Kalieva
- Sachia Vickery

### Ritiri
Prima del torneo
- Bianca Andreescu → sostituita da  Hailey Baptiste
- Paula Badosa → sostituita da  Yanina Wickmayer
- Belinda Bencic → sostituita da  Elvina Kalieva
- Marie Bouzková → sostituita da  Emiliana Arango
- Jennifer Brady → sostituita da  Louisa Chirico
- Elisabetta Cocciaretto → sostituita da  Storm Hunter
- Coco Gauff → sostituita da  Sofia Kenin
- Beatriz Haddad Maia → sostituita da  Sachia Vickery
- Dar'ja Kasatkina → sostituita da  Robin Montgomery
- Petra Kvitová → sostituita da  Iryna Šymanovič
- Rebeka Masarova → sostituita da  Kristina Mladenovic
- Jessica Pegula → sostituita da  Caroline Dolehide
- Bernarda Pera → sostituita da  Renata Zarazúa
- Elena Rybakina → sostituita da  Taylor Townsend
- Iga Świątek → sostituita da  Dajana Jastrems'ka

## Partecipanti doppio

### Teste di serie
| Nazione     | Giocatrice               | Nazione       | Giocatrice      | Ranking* | Testa di serie |
| ----------- | ------------------------ | ------------- | --------------- | -------- | -------------- |
| Australia   | Storm Hunter             | Belgio        | Elise Mertens   | 8        | 1              |
| Canada      | Leylah Fernandez         | Stati Uniti   | Taylor Townsend | 29       | 2              |
| Canada      | Gabriela Dabrowski       | Nuova Zelanda | Erin Routliffe  | 29       | 3              |
| Giappone    | Shūko Aoyama             | Giappone      | Ena Shibahara   | 30       | 4              |
| Messico     | Giuliana Olmos           | Brasile       | Luisa Stefani   | 34       | 5              |
| Stati Uniti | Nicole Melichar-Martinez | Australia     | Ellen Perez     | 41       | 6              |
| Kazakistan  | Anna Danilina            | Cina          | Yang Zhaoxuan   | 59       | 7              |
| Giappone    | Miyu Katō                | Indonesia     | Aldila Sutjiadi | 63       | 8              |

* Ranking all'11 settembre 2023.

### Altre partecipanti
Le seguenti coppie di giocatrici hanno ricevuto una wild card per il tabellone principale:
- Eugenie Bouchard /  María Fernanda Navarro Oliva
- Veronika Mirošničenko /  Renata Zarazúa

La seguente coppia di giocatrici é subentrata in tabellone come alternate:
- Anna Rogers /  Olivia Tjandramulia

### Ritiri
Prima del torneo
- Danielle Collins /  Demi Schuurs → sostituita da  Anna Rogers /  Olivia Tjandramulia

## Campionesse

### Singolare
Maria Sakkarī ha sconfitto in finale  Caroline Dolehide con il punteggio di 7-5, 6-3.
- É il secondo titolo in carriera per Sakkarī, il primo della stagione e dopo oltre quattro anni.

### Doppio
Storm Hunter /  Elise Mertens hanno sconfitto in finale  Gabriela Dabrowski /  Erin Routliffe con il punteggio di 3-6, 6-2, [10-4].